# Населений пункт

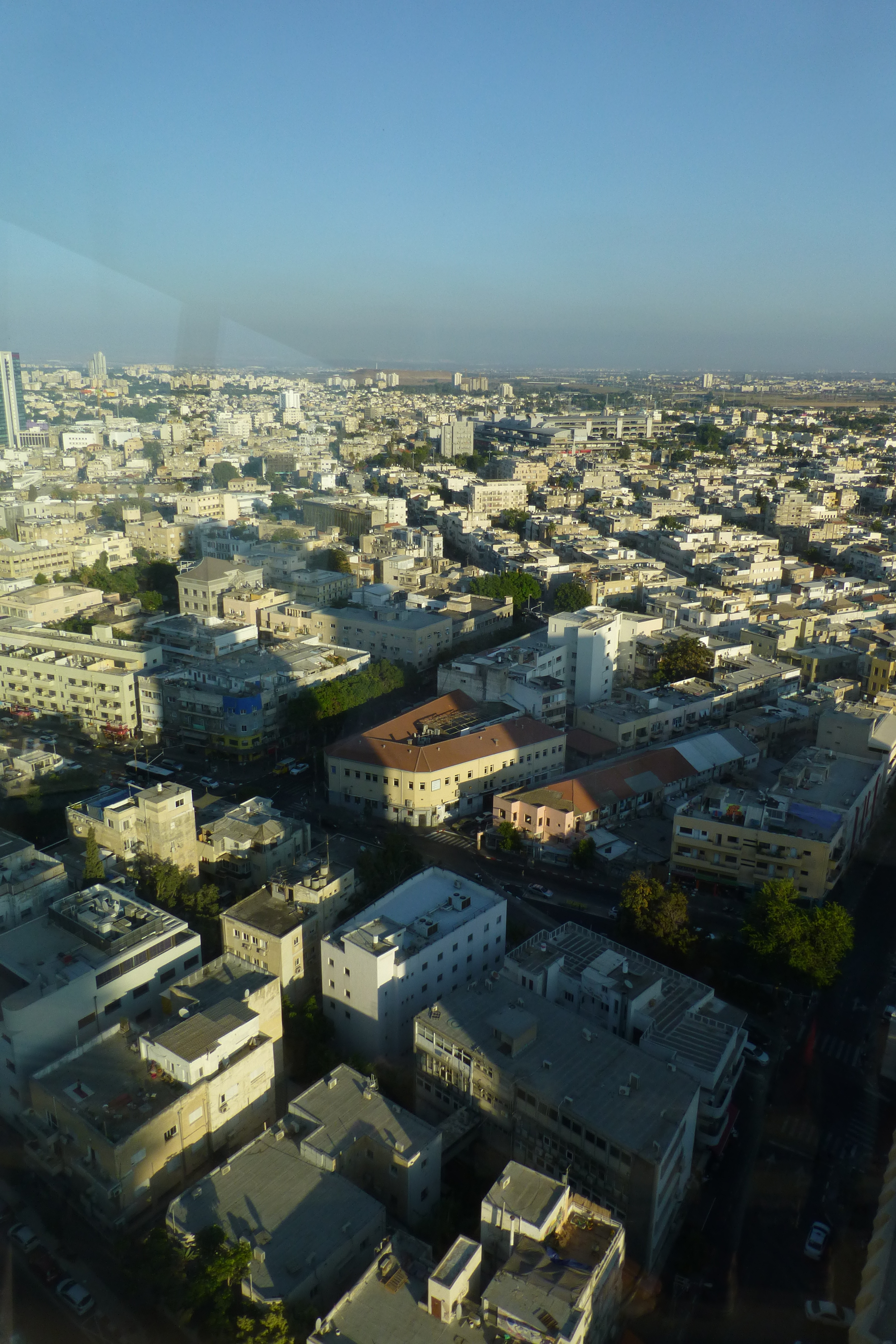
Населений пункт

Насе́лений пу́нкт — населене місце (оселище, селище, поселення), первинна одиниця розселення людей у межах однієї забудованої земельної межі (городище, місто, містечко, село, селище, хутір, станиця та ін.). Входять у міські чи сільські поселення.

## Історія
Первісно постійні поселення виникли на самовільно захоплених територіях. Оскільки надзвичайно важливим геополітичним фактором для всіх давніх світових цивілізацій і країн були моря та річки — вони визначали як напрямки міграції й заселення, так і завоювання й колонізації. Моря та річки часто були межею й кордоном різних етносів.
Геополітичне розташування країн Центрально-Східної Європи більшою мірою
пов'язане з річками в системі «море — річка — вододіл (волок, канал, перевал) — річка — море». Вони мали особливо важливе значення в розвитку як внутрішньої, так і зовнішньої торгівлі. Торгівля і пошук нових торгових шляхів, які мали військово-політичне значення, були причиною багатьох давніх конфліктів і мали надзвичайно велике значення для розвитку державотворчих і градотворчих процесів (зокрема й на нових територіях).
Першим і єдиним джерелом, у якому взаємопов'язано перераховано 56 племен і градів народів Центрально-Східної Європи першої половини ІХ ст., є «Опис міст (градів) і областей на північ від Дунаю» («Descriptio civitatum et regionum ad septentrionalem plagam Danubii»).

## У Давній Греції
Поліс — самостійна одиниця розселення з управлінням в центрі цього поселення. (див. також: політія — організація суспільства в самостійній одиниці розселення).

## У Галичині
Найчастіше поселення з'являлися на територіях, придатних для ведення
господарства, де спочатку поселялися одна або кілька сімей. Розростаючись, такий рід давав назву групі дворів. Прізвища перших поселенців ставали назвами сіл, присілків і містечок.
У Галичині історично існують три типи розселення: витягнуті вздовж річок та доріг; скупчені поселення; розкидані безсистемно в долинах і на схилах гір.
У вузьких долинах річок найбільш поширені видовжені, одновуличні селища з одним рядом садиб, віддалених одна від одної. У часи Середньовіччя садиба — дворище − була підпорядкована потребами вільної родини. Це були багатобудинкові двори, у яких будівлі не загороджували, вільно розташовували на ділянці землі, якою користувалися усі господарі спільно. Залишки подібного господарства можна спостерігати у Сколівському районі на Львівщині (з розпадом великої родини на окремі садиба стала одноосібним господарством). Згодом уздовж річок з одного або двох боків з'являються також поселення з двома рядами будинків.
Вільний характер розселення став присікатися австрійським урядом, і 1778 року австрійський уряд прийняв так звану контракцію, що означало, що розкидані поодинокі нічим не зв'язані поселення Галичини стягувалися в укрупненні поселення.
Варто зазначити, що за гіпотезою Сергія Шелухіна слова «україна» та «вкраїна» (з первісним наголосом на першому а) є видозмінами дієприкметників доконаного виду «укра́яна» та «вкра́яна», тобто «окрема одсічена, одрубана, одрізана, одкраяна, вкраяна, украяна, відділена в самостійне посідання земля». Гіпотеза Сергія Шелухіна підтверджується ще й тим, що в XIII—XIV ст. словом «крайна» (пізніше — «україна») називали на Закарпатті села та групи сіл, що перебували на волоському праві, себто становили окремі в юридичному сенсі області.
Поняття «місто» на теренах України пов'язується лише при появі Магдебурзького права, оскільки зі створенням міської ради виник орган, що не мав аналога у селах. Після війта та лави міська рада стала третім за важливістю органом міського самоврядування.

## В Україні
Населений пункт — це частина комплексно заселеної території України, яка склалася внаслідок господарської та іншої суспільної діяльності, має сталий склад населення, власну назву та зареєстрована в порядку, передбаченому законом. 
Діюче Законодавство України подає, що на території України існують міські і сільські населені пункти. До міських належать міста республіканського, обласного, районного підпорядкування, до сільських – села і селища незалежно від їх адміністративної підпорядкованості.
Не відносяться до самостійних населених пунктів хутори та двори, невеликі поселення, що мають тимчасове значення і несталий склад поселення, а також поселення службового призначення в системі певної господарської галузі діяльності (будинки лісників, шляхових майстрів, будівлі залізничних служб, польові стани тощо). Ці об’єкти включаються до тих адміністративно-територіальних одиниць, на території яких вони розташовані (місцевих рад, старостатів).

## У правилах дорожнього руху
У правилах дорожнього руху населений пункт — забудована територія, в'їзди на яку і виїзди з якої позначаються дорожніми знаками 5.45, 5.46, 5.47 та 5.48, і може супроводжуватися знаками 5.53 та 5.54.

5.45. Початок населеного пункту
5.46. Кінець населеного пункту
5.47. Початок населеного пункту
5.48. Кінець населеного пункту
5.53. Початок забудови населеного пункту
5.54. Кінець забудови населеного пункту